# Kirundo flygplats
Kirundo flygplats är ett flygfält utan reguljär trafik vid orten Kirundo i Burundi. Det ligger i provinsen Kirundo, i den norra delen av landet, 120 kilometer nordost om huvudstaden Bujumbura. Kirundo flygplats ligger 1 375 meter över havet. IATA-koden är KRE och ICAO-koden HBBO.